# Opisthoxia corinnaria
Opisthoxia corinnaria là một loài bướm đêm trong họ Geometridae.